# Famille Benois
Pour les articles homonymes, voir Benois.
Cette page explique l’histoire ou répertorie les différents membres de la famille Benois.

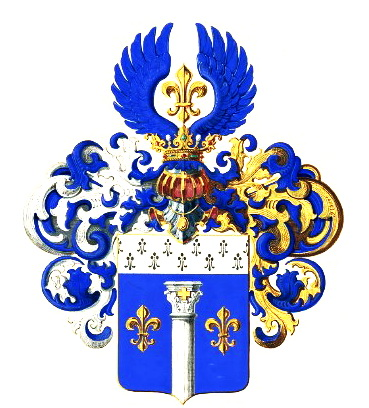
Armoiries de la famille Benois.

La famille Benois est une famille d'artistes, musiciens et architectes russes des XIXe et XXe siècles. Ils descendent du confiseur français Louis César Benois, qui s'installa en Russie en 1794 après la révolution française.
Un musée en l'honneur des descendants illustres de la famille a été créé dans un pavillon à l'est du Grand Palais de Peterhof par Nikolaï Alexandrovitch Benois,.

## Membres illustres de la famille
- Louis César Benois (1770-1822). Confiseur. Quitte la France en 1794 à la suite de la Révolution française et s'installe en Russie.
  - Mikhaïl Leontievitch Benois (1799-1867). Colonel.
    - Alexandre Mikhaïlovitch Benois (1862-1944).

  - Léon Leontievitch Benois (1801-1885).
    - Alexeï Leontievitch Benois (1838-1902). Architecte.

  - Nicolas Leontievitch Benois (1813-1898). Architecte et professeur d'architecture. Époux de Camilla Cavos (1827-1892), fille de l'architecte Alberto Cavos.
    - Camilla Nikolaïevna Benois (1849-1934). Épouse de Matthew Edward Edwards.
      - Camilla Edwards (1873-?). Épouse de l'architecte arménien Alexandre Tamanian (1878-1936).

    - Ekaterina Nikolaïevna Benois (1850-1933). Graphiste. Épouse du sculpteur Eugène Lanceray (1848-1886)[2].
      - Zinaïda Evguenievna Lanceray (1884-1967). Portraitiste russe. Épouse de Boris Anatolievitch Serebriakov.
        - Evgueni Borissovitch Serebriakov (1906-1990).
        - Alexandre Borissovitch Serebriakov (1907-1994). Artiste-peintre, aquarelliste et dessinateur[3].
        - Tatiana Borissovna Serebriakova (1912-1989). Actrice de théâtre.
          - Ivan Valentinovitch Nikolaïev (1940-). Artiste-peintre.
          - Anatoli Valentinovitch Nikolaïev (1946-1984).

        - Ekaterina Borissovna Serebriakova (1913-2014). Peintre et aquarelliste.

      - Nikolaï Evguenievitch Lanceray (1879-1942). Architecte.

    - Albert Nikolaïevitch Benois (Saint-Pétersbourg, 1852—Fontenay-aux-Roses, 1936). Aquarelliste[4].
      - Maria Albertovna Benois (1876-?). Épouse du compositeur Nicolas Tcherepnine (1873-1945).
        - Alexandre Nikolaïevitch Tcherepnine (1899-1977). Compositeur et pianiste. Époux de la pianiste chinoise Lee Hsien Ming[5].
          - Serge Alexandrovitch Tcherepnine (Issy-les-Moulineaux, 1941—). Compositeur de musique électronique.
          - Ivan Alexandrovitch Tcherepnine (Issy-les-Moulineaux, 1943—Boston, 1998). Compositeur[6].

      - Albert Albertovitch Benois (1879-1930). Aquarelliste.
      - Nikolaï Albertovitch Benois (c. 1882-?). Premier époux de la cantatrice Maria Nikolaïevna Kouznetsova (1880-1966).

    - Léon Nikolaïevitch Benois (1856-1928). Architecte[7].
      - Nadejda Leontievna Benois (1896-1974). Illustratrice et graphiste.
        - Peter Ustinov (1921-2004). Acteur britannique.

    - Mikhaïl Nikolaïevitch Benois (1862-1931).
    - Alexandre Nikolaïevitch Benois (1870-1960). Peintre, décorateur de théâtre, critique d'art.
      - Anna Alexandrovna Benois (1895-1984), épouse Georges Tcherkessof.
      - Elena Alexandrovna Benois (1898-1972). Artiste peintre, épouse du compositeur Ivan Wyschnegradsky.
      - Nikolaï Alexandrovitch Benois (1901-1988). Décorateur de théâtre et un temps directeur de la Scala de Milan.

  - Alexandre Leontievitch Benois (1817-1875).
    - Alexandre Alexandrovitch Benois (1852-1928). Aquarelliste.
      - Albert Alexandrovitch Benois (1888-1960). Architecte, peintre et graphiste. Époux de Margarita Alexandrovna Novinskaïa.

  - Julius Leontievitch Benois (1820-1898). Architecte.
    - Julius Julievitch Benois (1852-1929). Architecte.

## Pour approfondir